# Gare de Sainte-Gauburge
Gare de Sainte-Gauburge vasútállomás Franciaországban, Sainte-Gauburge-Sainte-Colombe településen.

## Vasútvonalak
Az állomást az alábbi vasútvonalak érintik:
- Saint-Cyr-Surdon-vasútvonal
- Ligne de Sainte-Gauburge à Mesnil-Mauger

## Kapcsolódó állomások
A vasútállomáshoz az alábbi állomások vannak a legközelebb:
- Gare de Surdon
- Gare de L'Aigle